# Arthur McCabe
Arthur John Michael McCabe (født 1. juli 1887, død 1. maj 1924) var en australsk rugbyspiller, som deltog i OL 1908 i London.
McCabe, som var halfback, var med på Wallabies' rugbyhold, der turnerede på de Britiske Øer og i Frankrig i 1908-1909, og han spillede med i tolv af de 38 kampe, holdet spillede.
Undervejs deltog han i OL 1908 i London, som blev noget af en fiasko, da det endte med, at kun to hold deltog. Fire af de indbudte hold afslog eller svarede ikke på invitationen, og blot en uge, før de skulle spille første kamp, meldte også Frankrig fra. Et engelsk-walisisk hold havde været på turné i Australien og New Zealand og var udset til at skulle repræsentere værterne, men da man ikke hørte fra dem, blev det et hold fra Cornwall, der skulle repræsentere England. Turneringen kom til at bestå af det australasiatiske hold og Cornwall, der mødtes i en kamp om mesterskabet, og det vandt gæsterne sikkert 32-3. McCabe scorede seks af pointene.
Efter europaturneen blev McCabe professionel og spillede 1910–1914 for South Sydney Rabbitohs. Han døde af et hjerteanfald blot 36 år gammel.